# Канюк монгольський
Канюк монгольський (Buteo hemilasius) — вид соколоподібних птахів родини яструбових (Accipitridae).

## Поширення
Канюк монгольський поширений у Бутані, Китаї, Гонконгу, Індії, Пакистані, Ірані, Японії, Казахстані, Кореї, Монголії, Непалі, Росії, Таджикистані та Узбекистані.

## Опис
Великий птах: загальна довжина 61-72 см, крила 45-50 см. Загальне забарвлення дорослих птахів на спинній стороні бура з охристими каймами пір'я, хвіст бурий з чорнуватим поперечним малюнком, черевна сторона охриста з бурим поздовжнім і поперечним малюнком. Є і більш-менш одноколірна темно-бура варіація. Молодь без поперечних відмітин на черевній стороні. Цівка оперена до пальців або хоча б до половини довжини. Райдужина блідо-бура або жовтувата, дзьоб і кігті чорні, ноги жовті.

## Спосіб життя
Осілий або частково кочівний вид. Buteo hemilasius — типовий міофаг, головний корм його складають гризуни величиною від полівки до зайця. Птахи, плазуни, земноводні, великі комахи у живленні займають незначне місце.

## Розмноження
Починає відкладання яєць в другій половині квітня. Висиджування починається з відкладання першого яйця. У кладці 2-4 строкатих яєць. Загальний фон яєць брудно-білий, іноді з блідо-охристим відтінком. Малюнок строкатий, поверхневий, чіткий. Густота малюнка в одній кладці різна і яйця досить добре відрізняються одне від одного. Інтенсивність пігментації залежить від послідовності відкладання яєць. Перше яйце найбільш пігментоване. У разі втрати яєць можливе повторне відкладання. Висиджування триває близько місяця.
У перші дні життя пташенят вигодовують більш дрібною і ніжною їжею — це мозок звірків і птахів, інша частина з'їдається дорослими птахами. Також було відзначено явище канібалізму. У ранньому віці пташенята не здатні до самостійного розривання їжі, але дуже активно реагують на корм, що подається батьками. У віці 40-45 днів пташенята вже повністю оперені, тільки в деяких місцях під пером проглядаються вкриті пухом ділянки тіла. У результаті підвищеної рухової активності пташенят і зниження інтенсивності годування дорослими перед вильотом з гнізда відбувається різке падіння ваги пташенят.

## Галерея

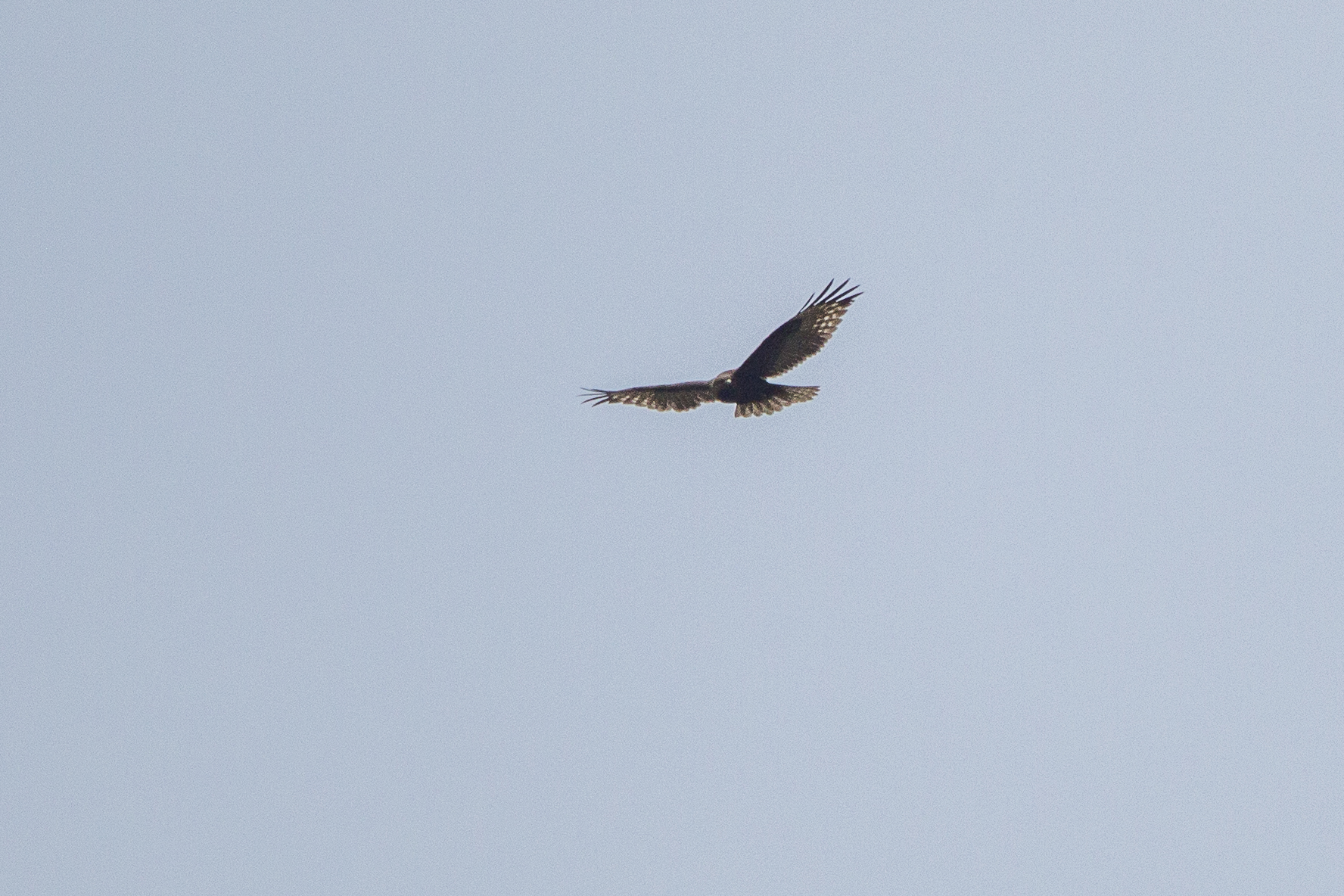
Канюк монгольський у польоті
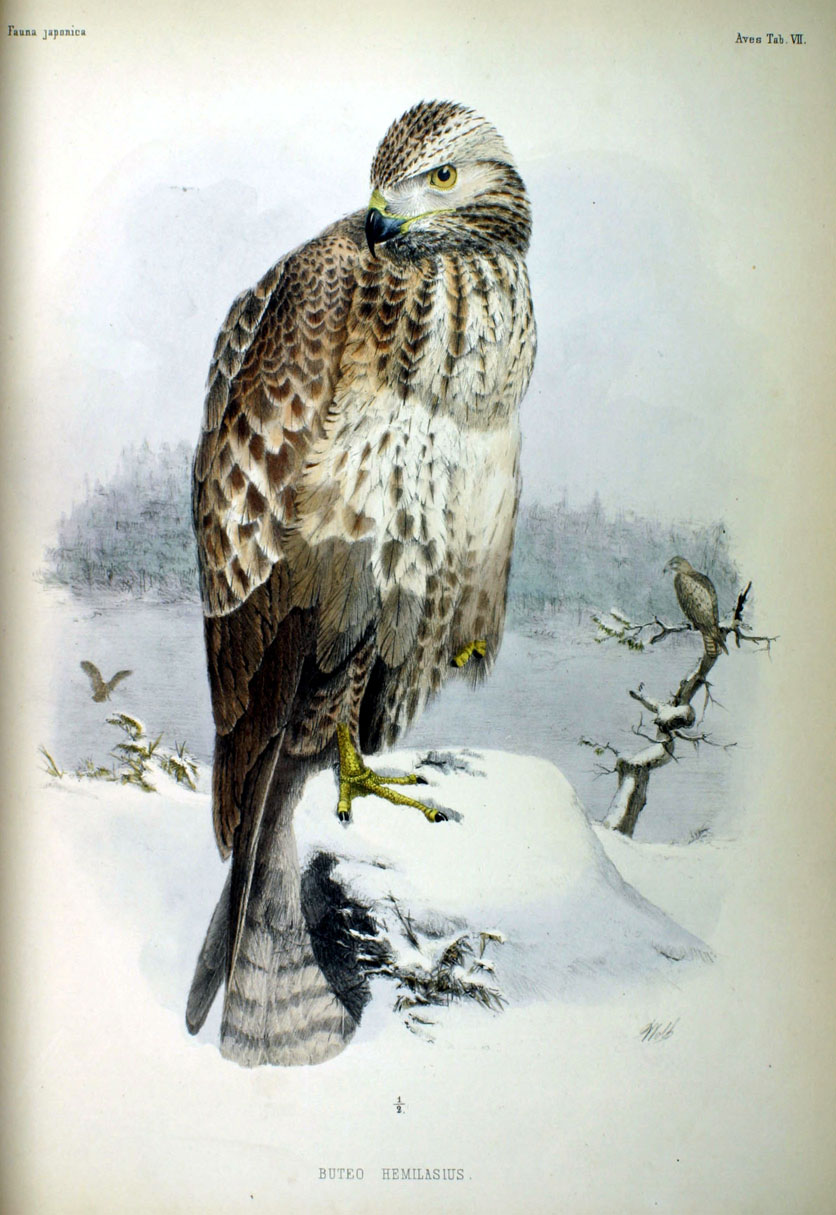
Ілюстрація